# جيروم ليفين
جيروم ليفين (بالإنجليزية: Jerome Levine) هو طوبولوجي ورياضياتي أمريكي، ولد في 4 مايو 1937 في نيويورك في الولايات المتحدة، وتوفي في 8 أبريل 2006 بسبب لمفوما.